# Municipio de Washington (condado de Ripley)
El municipio de Washington (en inglés: Washington Township) es un municipio ubicado en el condado de Ripley en el estado estadounidense de Indiana. En el año 2010 tenía una población de 2440 habitantes y una densidad poblacional de 32,12 personas por km².

## Geografía
Según la Oficina del Censo de los Estados Unidos, tiene una superficie total de 75.95 km², de la cual 75,91 km² corresponden a tierra firme y (0,06 %) 0,04 km² es agua.

## Demografía
Según el censo de 2010, había 2440 personas residiendo en el municipio de Washington. La densidad de población era de 32,12 hab./km². De los 2440 habitantes, el municipio de Washington estaba compuesto por el 98,69 % blancos, el 0,08 % eran afroamericanos, el 0,29 % eran amerindios, el 0,12 % eran asiáticos, el 0,04 % eran de otras razas y el 0,78 % eran de una mezcla de razas. Del total de la población el 0,25 % eran hispanos o latinos de cualquier raza.